# Guy Philippe
Guy Philippe (n. 1968) es un policía haitiano, convertido en líder paramilitar y señor de la guerra, uno de los líderes del Golpe de Estado de 2004 contra Jean-Bertrand Aristide.

## Biografía

### Carrera
Entrenado por las fuerzas especiales de Estados Unidos en la Escuela Superior de Policía "Gral. Alberto Enríquez Gallo" en Quito - Ecuador a principios de los años 1990. Jefe de la policía de la segunda ciudad haitiana, Cap-Haïtien, hasta octubre de 2000, cuando lo acusaron de organizar una tentativa del golpe de Estado contra el presidente René Préval. Philippe huyó a la República Dominicana, donde permanecería hasta que una rebelión contra presidente Jean-Bertrand Aristide comenzó en febrero de 2004.
El 14 de ese mes, cruzó la frontera nuevamente hacia Haití para encabezar junto al criminal de guerra Louis-Jodel Chamblain líder de los rebeldes una asonada. El 19 de febrero, Buteur Metayer, presidente autoproclamado de las áreas tomada por las milicias le nombró como el comandante del ejército rebelde de áreas bajo su control, después del derrocamiento de Aristide, fue apoyado por el nuevo primer ministro impuesto por un conjunto de sabios haitianos y los gobiernos estadounidense y francés, que se saltó todas las clausas constitucionales haitianas, Philippe entregó simbólicamente las armas aunque buscaba que se restableciera el ejército desmantelado en el primer gobierno de Aristide.

### Golpe de Estado de 2004

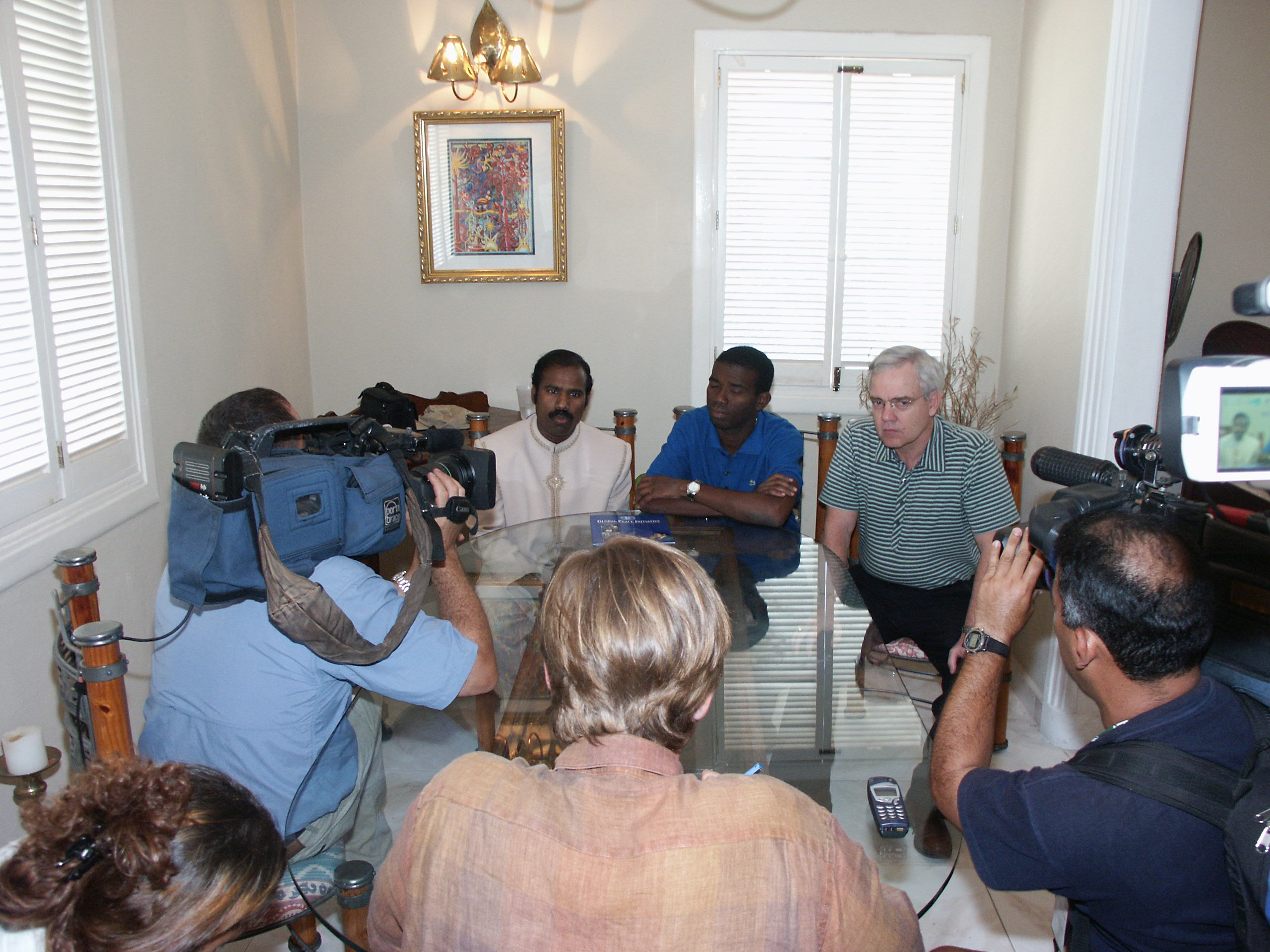
KA Paul con el líder rebelde haitiano Guy Philippe y el excongresista de EE. UU. Bob Clemente, en una conferencia de prensa en Haití.

El 27 de febrero de 2004, se divulgó de que durante el término de Philippe como jefe de policía del suburbio de Puerto Príncipe de Delmas a partir de 1997 a 1999, fue acusado de ejecutar a decenas de personas. El 2 de marzo de 2004, Philippe y sus paramilitares volvieron a tomar el control de las jefaturas del ejército haitiano a través del palacio nacional. Philippe declaró a la prensa internacional que él estaba en control del 90% de las fuerzas armadas de Haití. En una dirección en la radio haitiana, Philippe declarado, “el país está en mis manos.” Él convocó a 20 comandantes del policía a la reunión con él el día anterior y advirtió que si no pudieran aparecer él los arrestaría. Que el mismo día, Philippe lo anunció arrestaría a primer ministro Yvon Neptune, su residencia fue quemada y saqueada y que los escuadrones armados lo perseguía. La gente cerca de Neptuno divulgó que él temía por su vida. La radio local divulgó que Neptuno fue evacuado de su oficina por el helicóptero mientras que Philippe condujo a multitud en un marzo a la oficina. Mientras tanto, hay informes de las matanzas regulares similares en las costa. Al mismo tiempo, el evangelista cristiano Indio-llevado K.A. Paul voló a Haití a la reunión con Philippe. Siguiendo a esa reunión, a Philippe hechos voto para deponer sus armas y para abrazar el método democrático para acceder al poder. Lo intentó postulándose a la presidencia en las elecciones de 2006 fue solo consiguió un número reducido de votos.

### Contrabando de drogas y problemas legales
El 18 de julio de 2007 en la población de Le Cayes en el sur de Haití fue allanada su residencia por un comando de agentes estadounidense de la DEA (violando la soberanía haitiana), siendo acusado de narcotráfico por un juez federal de Estados Unidos, sin embargo Philippe logró huir pasando a la clandestinidad.